# سیارک ۳۱۴۱
سیارک ۳۱۴۱ (به انگلیسی: 3141 Buchar، نامگذاری:1984RH) سه هزار و صد و چهل و یکمین سیارک کشف شده‌است که در ۲ سپتامبر ۱۹۸۴ کشف شد.
قدر مطلق سیارک برابر ۱۰٫۵۰ است.